# Habromys
Habromys es un género de roedores que pertenecen a la familia Cricetidae. Agrupa a 7 especies nativas de América Central y México.

## Especies
Se reconocen las siguientes especies:
- Habromys chinanteco (Robertson & Musser, 1976)
- Habromys delicatulus Carleton, Sánchez & Urbano Vidales, 2002
- Habromys ixtlani (Goodwin, 1964)
- Habromys lepturus (Merriam, 1898)
- Habromys lophurus (Osgood, 1904)
- Habromys simulatus (Osgood, 1904)
- Habromys schmidlyi[3] Romo-Vázquez, León-Paniagua & Sánchez, 2005